# Ilhéu do topo e Costa Adjacente - Ilha de S. Jorge
Ilhéu do topo e Costa Adjacente - Ilha de S. Jorge este o arie protejată (arie de protecție specială avifaunistică — SPA) din Portugalia întinsă pe o suprafață de 369,75 ha, integral pe uscat.

## Localizare
Centrul sitului Ilhéu do topo e Costa Adjacente - Ilha de S. Jorge este situat la coordonatele 38°34′00″N 27°48′00″W / 38.5667°N 27.8°V.

## Înființare
Situl Ilhéu do topo e Costa Adjacente - Ilha de S. Jorge a fost declarat arie de protecție specială avifaunistică în martie 1990 pentru a proteja 6 specii de plante și 13 specii de animale.

## Biodiversitate
Situată în ecoregiunea , aria protejată conține 4 habitate naturale: Vegetație anuală la limita mareei, Vegetație perenă pe țărmurile stâncoase, Faleze cu floră endemică de pe coastele macaroneziene, Pajiști macaroneziene cu vegetație endemică.
La baza desemnării sitului se află mai multe specii protejate:
- plante (6): Ammi trifoliatum, Azorina vidalii, Erica scoparia subsp. azorica, Rumex azoricus, Scabiosa nitens, Spergularia azorica
- păsări (13): pietruș (Arenaria interpres), Calidris alba, Calonectris diomedea, prundăraș de sărătură (Charadrius alexandrinus), Columba palumbus azorica, egretă mică (Egretta garzetta), Larus marinus, pescăruș râzător (Larus ridibundus), Numenius phaeopus, Oceanodroma castro, Puffinus assimilis, Sterna dougallii, chiră de baltă (Sterna hirundo)

Pe lângă speciile protejate, pe teritoriul sitului au mai fost identificate 6 specii de plante, 9 specii de păsări, 1 specie de mamifere.